# 파니족

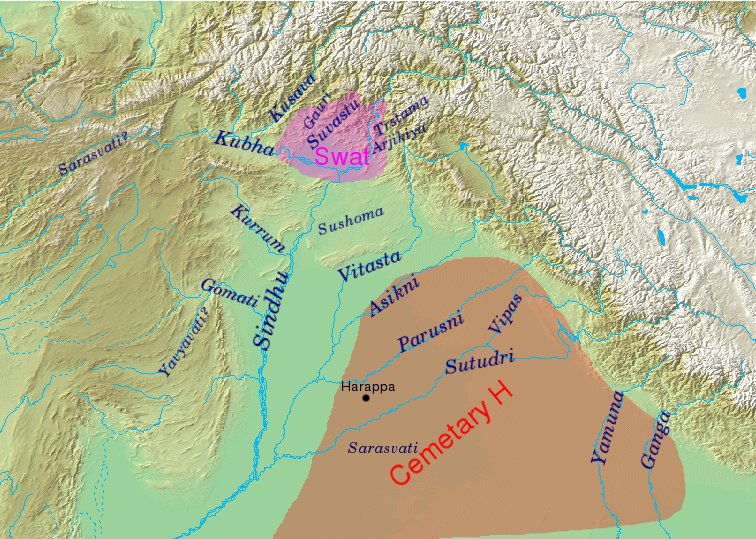
십왕 전투의 전장이 된 고가 지방(펀자브)

파니족(산스크리트어: पणि)은 고대 인도의 종교 문헌 리그베다(10.108)에 언급되는 부족 중 하나이다. 파르니족과 동일하다는 설도 있다.
십왕 전투에서 푸루족을 비롯한 십왕군의 하나로 참전했으나 수다스 왕이 이끄는 트리추-바라타군에게 패했다.

## 신화
리그베다에서는 파니족에 대해 다음과 같은 신화가 전해진다.
파니족 사람들은 라사 강가에서 도둑맞은 소 떼를 지키고 있었다. 그 소를 되찾기 위해 인드라 신의 사자인 암컷 개 살라마가 찾아왔다. 파니족 사람들은 자신들의 무기를 과시하며 소떼를 바위틈에 숨겨버렸다. 그러나 살라마는 인드라 신과 앙기라스(인간의 제사를 감시하는 천인)들의 위력을 알렸다. 결국 소들은 모두 앙기라스에 의해 탈환되었다.— 리그베다 10.108